# 柏木雄介
柏木 雄介（かしわぎ ゆうすけ、1917年〈大正6年〉10月17日 - 2004年〈平成16年〉8月27日）は、関東州（現中国）大連市出身の大蔵官僚。従三位勲一等瑞宝章。

## 人物
父・横浜正金銀行大連支店次長（後に頭取）柏木秀茂、母・きよのもとに生まれる。父の転勤に伴って少年時代をロンドン、ニューヨークで過ごした。
1941年（昭和16年）入省の同期には、鳩山威一郎（外相、大蔵事務次官、主計局長）、塩崎潤（総務庁長官、経済企画庁長官、主税局長）、亀徳正之（協栄生命保険社長、国税庁長官、大臣官房長、財務参事官）、吉村慎一（四国銀行頭取）、加治木俊道（証券局長、関西電力副社長）、森鼻武芳（北海道公安委員会委員長、北海道銀行会長、同行頭取）。
大蔵省きってのアメリカ通、国際金融通として知られる。1968年に設置された財務官ポストは、彼を処遇するために作られたと証言する人もいる。英語が非常に堪能で、相手が日本人だと信じてくれなかったというエピソードを持つ。
1971年に同期の鳩山威一郎が事務次官に就任すると、慣例として財務官を退任。そのまま大蔵省顧問に就いた。その後横山宗一に招かれ東京銀行に入り、1977年横山の後任として東京銀行頭取に就任。
1971年8月16日（日本時間）のニクソン・ショック時には、顧問として鳩山威一郎事務次官、佐上武弘（大臣官房調査企画課長）らの外国為替市場閉鎖論を遮って、普段通りの開場を主張。水田三喜男蔵相もこれに与し、井上四郎ら日銀も同様の立場をとった。8月16日以降も外国為替市場は普段通り開かれたが、投機が集中したために外国為替市場は麻痺状態に陥った。
没後の2010年3月、沖縄返還直前の1969年12月、アメリカ財務省特別補佐官アンソニー・J・ジューリックと、財政負担に関する密約（日本政府が連邦準備銀行に5000万余ドルを無利子で預金すること、基地移転費用などは日本側が負担すること）を結んでいたことが発覚した。

## 略歴

### 学歴
- 1941年 - 東京帝国大学法学部卒業

### 職歴
- 1941年4月 - 大蔵省（財務省の前身）に入省。為替局に配属[2]
- 1942年 - 陸軍入隊
- 1943年 - 陸軍主計少尉
- 1945年2月 - 陸軍主計中尉
- 1945年12月 - 大臣官房企画課
- 1947年
  - 4月 - 渉外部
  - 貿易担当主計官補佐
- 1950年
  - 財務官室長（ - 1952年）
  - 建設・公共事業担当主計官
- 1954年5月 - 為替局調査課長
- 1956年7月 - 為替局企画課長
- 1958年6月 - 在米国日本大使館一等書記官
- 1961年8月 - 大臣官房財務調査官
- 1962年 - 為替局企画課長
- 1965年6月 - 財務参事官
- 1966年8月 - 国際金融局長
- 1968年6月 - 財務官
- 1971年6月 - 大蔵省顧問
- 1977年 - 東京銀行頭取
- 1982年 - 東京銀行会長
- 1989年11月3日 - 叙勲一等瑞宝章[3]
- 1992年6月 - 退任
- 2004年8月27日 - 叙従三位

## 親族
藤﨑一郎（駐アメリカ特命全権大使）の妻・順子、柏木茂雄（元財務省財政総合研究所次長）、柏木茂介（野村ホールディングス執行役、CFO）は子。

## 文献
- 著書『激動期の通貨外交』金融財政事情研究会、1973年
- 『戦後日本の国際金融史　柏木雄介の証言』本田敬吉・秦忠夫編、有斐閣、1998年